# Dasineura tetrastigma
Dasineura tetrastigma är en tvåvingeart som först beskrevs av Ephraim Porter Felt 1927.  Dasineura tetrastigma ingår i släktet Dasineura och familjen gallmyggor. Inga underarter finns listade i Catalogue of Life.